# باشگاه فوتبال سیریوس
آی‌کی سیریوس که بیش‌تر و به اختصار با نام سیریوس شناخته می‌شود، یک باشگاه حرفه‌ای فوتبال است که در شهر اوپسالا در سوئد قرار دارد و هم‌اکنون در لیگ برتر فوتبال سوئد، بالاترین سطح لیگ فوتبال در سوئد مشغول به فعالیت است.این باشگاه زیر نظر اتحادیه فوتبال آپلندز عمل می‌کند.

## تاریخچه

### موفقیت اولیه
این باشگاه در سال ۱۹۰۷ تشکیل شد و اولین موفقیت آن در سال ۱۹۲۴ و زمانی که آنها به فینال  اسونسکا مسترکاپ رسیدند به دست آمد.در فینال، آنها با نتیجه ۵ بر ۰ توسط فاسبرگز مغلوب شدند.

### سال‌های لیگ برتر
قبل از اینکه شرایط اقتصادی مساعد آنها را قادر به صعود به لیگ برتر در سال ۱۹۶۸ کند،باشگاه چهل سال بعد را در گمنامی و  سطوح پایین فوتبال گذراند.قبل از اینکه شرایط اقتصادی مساعد آنها را قادر به صعود به لیگ برتر در سال ۱۹۶۸ کند،اگرچه آنها تنها پس از یک فصل به دسته پایبن‌تر سقوط کردند.

### گمنامی و بازگشت
پس از سقوط باشگاه از آلسونسکان در سال ۱۹۷۴، باشگاه در دسته دوم بازی کرد تا اینکه پس از چند سال سخت در آغاز دهه ۱۹۸۰ به سطح چهارم فوتبال سوئد سقوط کرد.
دهه ۱۹۹۰ را بیش‌تر در سطح دوم فوتبال گذراندند پیش از صعود به لیگ برتر در سال ۲۰۰۶ ، ۵ سال اول هزار سوم را در سطح سوم فوتبال سوئد سپری نمودند و سرانجام در سال ۲۰۰۶ صعود رویایی آن‌ها به سطح دوم محقق شد.
پس از سقوط در سال ۲۰۰۹ به سطح سوم مدتی را در لیگ‌های پایین‌تر سوئد گذراندند تا در نهایت در سال ۲۰۱۳ به سطح دوم فوتبال سوئد بازگشتند و در سال ۲۰۱۶ توانستند مجوز حضور مجدد در لیگ برتر فوتبال سوئد را به دست آورند.